# سکپوس (اورگن)
سکپوس (به انگلیسی: Scappoose) شهری در شهرستان کلمبیا ایالت اورگن است و در سرشماری سال ۲۰۱۱ میلادی، ۶٬۵۹۲ نفر جمعیت داشته که نسبت به سال ۲۰۱۰، ۱٫۱۱ درصد رشد جمعیت داشته‌است.

## موقعیت جغرافیایی
موقعیت جغرافیایی شهرها و مناطق اطراف به شرح زیر است: